# 792 Metcalfia
792 Metcalfia è un asteroide della fascia principale del diametro medio di circa 60,73 km. Scoperto nel 1907, presenta un'orbita caratterizzata da un semiasse maggiore pari a 2,6212717 UA e da un'eccentricità di 0,1329993, inclinata di 8,60954° rispetto all'eclittica.
L'asteroide è stato così denominato in onore al suo scopritore, l'astronomo statunitense Joel Hastings Metcalf.